# ナイル殺人事件 (1978年の映画)
『ナイル殺人事件』（ナイルさつじんじけん、Death on the Nile）は、1978年のイギリスのミステリ映画。監督はジョン・ギラーミン、主演はピーター・ユスティノフ。原作はアガサ・クリスティの『エルキュール・ポアロ』シリーズの一作『ナイルに死す』。
第51回アカデミー賞において衣裳デザイン賞（アンソニー・パウエル）を受賞した。

## ストーリー
アメリカ生まれの美女リネットは巨額の遺産相続人となった。リネットは旧知の親友ジャクリーンから相談を受ける。ジャクリーンの婚約者であるサイモンが失業し、生活に苦しんでいるため、手を貸してほしいとの要望だった。リネットはサイモンと会うが、その直後に彼女はサイモンとの電撃結婚を発表する。いわば略奪婚だった。
いまや若き富豪となった夫妻は、新婚旅行でエジプトに赴くが、行く手にジャクリーンが姿を現した。ジャクリーンはナイルの川下りを楽しもうとする夫妻と同じ豪華客船に乗り合わせ、ことあるごとに暴言を浴びせるなど妨害行為を繰り返す。リネットは船の乗客に、旅行中の私立探偵ポアロがいることを知り、「ジャクリーンを遠ざけてほしい」と頼む。だがポアロは依頼を受けなかった。
一夜が明けた朝、リネットが射殺されていた。Jの血文字が残されていたことから、ジャクリーンが真っ先に疑われたが、彼女にはアリバイがあった。そして船内には、他にも怪しむべき人々がひしめきあっていた。
リネットの叔父で財産の管理者でもあるアンドリュー、リネットを彷彿とさせる登場人物をネタに小説を執筆した作家サロメ、サロメの娘でリネットに嫉妬心を抱くロザリー、リネットの真珠のネックレスを欲しがるヴァン・スカイラー、リネットに藪医者呼ばわりされた医師のベスナー。いずれもリネットと揉め事を起こしていた。
さらには、メイドのルイーズはリネットに自身の結婚を破談されたと信じているし、看護師のミス・バウアーズは父がリネットの祖父に破産させられていて、社会主義シンパの学生ファーガスンはそもそもブルジョア階級を憎悪していた。
ポアロは旧友レイス大佐とともに船上で捜査を開始する。

## キャスト
| 役名                                                                      | 俳優                         | 日本語吹替                      |
| 役名                                                                      | 俳優                         | テレビ朝日版                    |
| ------------------------------------------------------------------------- | ---------------------------- | ------------------------------- |
| エルキュール・ポワロ （私立探偵）                                         | ピーター・ユスティノフ       | 田中明夫                        |
| リネット・リッジウェイ・ドイル （敵の多い女相続人）                       | ロイス・チャイルズ           | 藤田淑子                        |
| ジャクリーン・ド・ベルフォール （リネットの古い友人でサイモンの元婚約者） | ミア・ファロー               | 武藤礼子                        |
| ジョニー・レイス大佐 （ポワロの友人）                                     | デヴィッド・ニーヴン         | 中村正                          |
| マリー・ヴァン・スカイラー （富豪の老婦人）                               | ベティ・デイヴィス           | 鳳八千代                        |
| アンドリュー・ペニントン （リネットの弁護士）                             | ジョージ・ケネディ           | 北村和夫                        |
| サロメ・オッタボーン （作家）                                             | アンジェラ・ランズベリー     | 関弘子                          |
| ロザリー・オッタボーン （サロメの娘）                                     | オリヴィア・ハッセー         | 二木てるみ                      |
| サイモン・ドイル （リネットの夫）                                         | サイモン・マッコーキンデール | 小川真司                        |
| ジェームズ・ファーガスン （社会主義者）                                   | ジョン・フィンチ             | 津嘉山正種                      |
| ベスナー医師 （スイスの医師）                                             | ジャック・ウォーデン         | 内田稔                          |
| ルイーズ・ブルジェ （リネットのメイド）                                   | ジェーン・バーキン           | 宗形智子                        |
| バウァーズ （スカイラーの付き添い）                                       | マギー・スミス               | 高林由紀子                      |
| 船長                                                                      | I・S・ジョーハー             | 阪脩                            |
| 不明 その他                                                               |                              | 杉田俊也 長堀芳夫 荘司美代子    |
| 日本語吹替版スタッフ                                                      |                              |                                 |
| 演出                                                                      | 演出                         | 小林守夫                        |
| 翻訳                                                                      | 翻訳                         | 木原たけし                      |
| 効果                                                                      | 効果                         | 遠藤堯雄 桜井俊哉               |
| 調整                                                                      | 調整                         | 山下欽也                        |
| 制作                                                                      | 制作                         | 東北新社                        |
| 解説                                                                      | 解説                         | 淀川長治                        |
| 初回放送                                                                  | 初回放送                     | 1981年10月18日 『日曜洋画劇場』 |

※日本語吹替：正味120分。KADOKAWAから発売のBDに収録。
※日本語字幕：清水俊二

## エピソード
当初、フランソワ・トリュフォー監督に依頼が寄せられたが、イギリスからの電話を受けとったプロデューサーのアラン・ヴァニエが相手の態度が失礼だと怒って断った。

## 日本公開時の改変
1978年12月9日、東宝東和配給により全国公開された際のフィルムは、エンディングの楽曲がサンディー（サンディー・オニール名義）のヴォーカルによる『ミステリー・ナイル』に差し替えられた。この曲は日本独自のイメージソングであり、ニーノ・ロータ作曲による叙情的なBGMおよび本来のエンディング曲とは相容れないアップテンポなポップス・ナンバーだったが、サビがテレビCMで印象的に用いられたこともあって人々に受け入れられ、興業的成功をもたらすと共にシングル盤もヒットした。それによって、以後の『クリスタル殺人事件』『地中海殺人事件』でも同様にエンディング曲を女性ヴォーカルのポップス・ナンバーにする改変が行われた。
差し替えられた『ミステリー・ナイル』は本来のエンディング曲とは出だしのタイミングが異なり、ラストシーンでポアロがレイス大佐に台詞を告げ終わった瞬間にイントロが始まる。本来のニーノ・ロータ作曲のエンディング曲は、台詞を言い終わらないうちに始まる。よって、音声トラックと音楽トラックが分離しているマスターを使用しなければ、東宝東和版とまったく同じエンディングの再現は不可能である。
エンディング曲の差し替えと並行し、エンド・クレジットの途中で『これからご覧になる方のために、結末は決して話さないで下さい』というキャプションが表示される改変があった。『結末は決して話さないで下さい』のフレーズはテレビCMのキャッチコピーにも使用され話題になった。
現在発売されている日本版DVDは本国版によるもので、上記のエンディングの改変は行われていない。
日本版ポスターのみ、夜間にライトアップされたギザのピラミッドやスフィンクスが、大きく写真で掲載されている（アメリカ版はツタンカーメンを強調したもの）。このシチュエーションは映画本編には登場しないが、公開の1年前にヒットした『007 私を愛したスパイ』に同様のシーンがあり、流行に乗る形で注目度の向上に結び付けようとしたものである。映画の成功によりこれも慣例として踏襲され、『クリスタル殺人事件』はロンドン郊外の牧歌的な農村が舞台にもかかわらず、夜間にライトアップされたビッグ・ベンや国会議事堂の写真が大きく掲載された。今日では議論の対象となるであろう広告の方針であるが、当時は『ランボー』でも映画に登場しない摩天楼がポスターのメインに描かれるなど、東宝東和の宣伝の常套手段だった。

## 作品の評価
Rotten Tomatoesによれば、18件の評論のうち高評価は78%にあたる14件で、平均点は10点満点中6.6点となっている。
allcinemaは「クリスティ推理劇の醍醐味が存分に堪能出来る推理映画の傑作」「文句のない第一級の推理映画」と評価している。

## 舞台『ナイル殺人事件』
2004年、『ナイル殺人事件』の題名で、東宝で舞台化された。演出は山田和也、上演台本は橋本二十四、キャストは北大路欣也、岩崎良美、小林高鹿、森ほさち、淡路恵子、友井雄亮、松田かほり、愛佳、戸井田稔、安原義人、青山達三、劇場はル・テアトル銀座。